# Huynh trưởng Hướng đạo
Huynh trưởng Hướng đạo hoặc huynh trưởng và ngắn gọn hơn trưởng trong Hướng đạo là cách để gọi chung cho tất cả những người lớn từ 18 tuổi trở lên, đã tuyên hứa và được huấn luyện, ít nhất qua khóa cơ bản và đang điều hành một đơn vị cấp đoàn, liên đoàn, đạo, châu hay cao hơn của một tổ chức Hướng đạo.
Đây là thuật từ chung chỉ một trách nhiệm tự nguyện, không phải là một chức vụ hay tước hiệu được ban cho và vì thế không có cấp bậc như trong quân đội (Ví dụ như trung uý, đại úy, thiếu tá...) Một người lớn mới đến với phong trào để giúp các Hướng đạo sinh, nếu chưa hoàn tất phần huấn luyện cơ bản thì được gọi là dự Trưởng. Những người dù đã lớn, có sinh hoạt Hướng đạo lúc thiếu thời, nhưng chưa làm trưởng bao giờ thì vẫn gọi là Hướng đạo sinh chứ không thể gọi là trưởng.

## Vai trò
Lo phần hành chánh cho đơn vị, giúp huấn luyện các dự trưởng. Có trách nhiệm với đoàn về các mặt tinh thần, hoạt động và kết quả sinh hoạt của đoàn. Tạo chương trình sinh hoạt đều đặn, tích cực và đầy đủ để đáp ứng nhu cầu của Hướng đạo sinh trong đoàn. Nâng cao tinh thần Hướng Đạo cho tất cả mọi thành viên trong đoàn. Cố gắng hết sức để làm người gương mẫu, tích cực trong mọi sinh hoạt, và có lẽ là người hy sinh nhiều thì giờ và công sức hơn các đoàn sinh.

## Trách nhiệm từng ngành
- Ngành Ấu (7 đến 11 tuổi): trưởng có trách nhiệm điều hành và hướng đẫn các sinh hoạt đoàn. Trẻ sinh hoạt theo sự hướng dẫn của trưởng
- Ngành Thiếu (11 đến 15 tuổi): trưởng có trách nhiệm vừa điều hành vừa đóng vai trò cố vấn vì phần lớn các Hướng đạo sinh biết tự điều hành sinh hoạt đơn vị mình (theo phương pháp hàng đội).
- Ngành Kha (15 đến 18 tuổi) và Tráng (18 đến 25 tuổi): trưởng phần nhiều đóng vai trò cố vấn.

## Trong tiếng Anh
- Scout leader hay scouter là các từ chỉ chung trưởng Hướng đạo.
- Scoutmaster là chỉ trưởng Hướng đạo ngành Thiếu. Hội Nam Hướng đạo Mỹ (Boy Scouts of America) và Hội Hướng đạo Ireland sử dụng thuật từ này.
- Cubmaster là chỉ trưởng Hướng đạo ngành Ấu.